# Donauland Sachbuchpreis Danubius
Der Donauland Sachbuchpreis Danubius wurde von 1975 bis 2016 von der Buchgemeinschaft Donauland vergeben, seit 2000 gemeinsam mit dem ORF.
Mit dem Preis wurden jedes Jahr deutschsprachige Sachbuchautoren ausgezeichnet, die den Preis für ihr jeweiliges Gesamtwerk erhielten. Dotiert war der Literaturpreis zuletzt mit einem Preisgeld von 10.000 €.

## Preisträger
- 1975 Konrad Lorenz
- 1976 Viktor Frankl
- 1977 Roland Nitsche, Herbert Tichy
- 1978 Hans Weigel
- 1979 Walter Koschatzky
- 1980 Friedrich Heer
- 1981 Hilde Spiel
- 1982 Heinrich Harrer
- 1983 Hugo Portisch
- 1984 Erwin Ringel
- 1985 Rupert Riedl
- 1986 Brigitte Hamann
- 1987 Bruno Kreisky
- 1988 Hellmut Andics
- 1989 Bruno Bettelheim
- 1990 Claudio Magris
- 1991 Dietmar Grieser
- 1992 Gertrud Fussenegger
- 1993 Paul Watzlawick
- 1994 Franz Kardinal König
- 1995 Reinhold Messner
- 1996 Edit Schlaffer
- 1997 Paul Lendvai
- 1998 Marcel Prawy
- 1999 Hans Hass
- 2000 Nikolaus Harnoncourt
- 2001 Heinz von Foerster
- 2002 Erika Weinzierl
- 2003 Christoph Wagner
- 2004 Alice Schwarzer
- 2005 Oliver Rathkolb
- 2006 Erich Hackl
- 2007 Rudolf Taschner
- 2008 Karl-Markus Gauß
- 2009 Konrad Paul Liessmann
- 2010 Ruth Klüger
- 2011 Robert Menasse
- 2012 Georg Markus
- 2013 Christoph Ransmayr
- 2014 Antonia Rados
- 2015 Erhard Busek
- 2016 Heinz Fischer